# Xantus Gábor (filmrendező)
Xantus Gábor (Kolozsvár, 1954. április 5. –) televíziós filmoperatőr, rendező, dokumentumfilm-alkotó, forgatókönyvíró, ifj. Xántus János fia, Xantus Áron apja.

## Élete
A középiskolát szülővárosában végezte 1973-ban, a mai Apáczai Csere János Elméleti Líceumban. Egyetemi tanulmányait a Bukaresti Egyetemen végezte, audiovizuális újságírás, televízió- és a filmművészet területén szakosodott (1991). 2008-ban megszerezte kolozsvári Képzőművészeti és Formatervezési Egyetemen vizuális művészetek doktora címet.
1971-től a Román Televízió (RTV) munkatársa volt Kolozsvárott, 1975-től mint belső munkatárs dolgozott a cégnél. 1985-től 1989-ig dokumentumfilmeket készített, 1989 decemberében a romániai forradalom idején résztvevője volt a kolozsvári rádió újraindításának, egyúttal a helyi tévéstúdió első önálló adásainak megszervezésében is közreműködött. 1990-től az RTV magyar adásainak volt rendező-operatőre és főmunkatársa 2007-ig. 2003-ig tanított a Sapientia Erdélyi Magyar Tudományegyetem fotóművészet, filmúvészet és média szakán. Utána a Babeș–Bolyai Tudományegyetem tanára  volt, ugyancsak a fotóművészet, filmúvészet és média szakon.
Megalapította és vezette a később róla elnevezett kolozsvári független dokumentumfilm- és videóműhelyt. Alapító tagja és 1994-től alelnöke is volt a Bukaresti Média MGR Alapítványnak. A budapesti Duna Televízióért Alapítvány megalapításában is közreműködött. Tagja az International Documentary Associationnek (IDA), a Román Televízióművészek Egyesületének. Vezetője volt a kolozsvári Szent Mihály Teofilos stúdiójának, 2006-tól pedig a Magyar Művészeti Akadémia tagja. Több száz televíziós produkció társszerzője és mintegy kilencven film alkotója.
2023-ban fiával közösen a Xantus Alapítvány keretében létrehozta Kolozsváron az Erdélyi Mozgóképmúzeumot, amely a Janovics Jenő nevével fémjelzett kolozsvári némafilmgyártásnak és az elmúlt száz év erdélyi, romániai filmkészítésének állít emléket. A múzeum a TIFF-ház alagsori galériatermeiben kapott helyet.

## Főbb munkái
- A Kárpátok gleccsertavai (dokumentumfilm, 1982),
- Duna-delta (dokumentumfilm-sorozat 1980-85),
- Erdélyi személyiségek (dokumentumfilm, portrék),
- Tündérszép tájakon (honismereti dokumentum-sorozat),
- Emelt fővel (dokumentum portré Márton Áronról, 1993-94),
- Explorare okcesse est (dokumentumfilm Xantus Jánosról),
- Életem Afrikában (dokumentumportré dr. Sáska László orvosról),
- Genius loci (művelődési dokumentumfilm-sorozat),
- Megszámláltattunk és híjával találtattunk, avagy Rhapsodia demographica (dokumentumfilm, társszerző),
- Filmjáték Mozifalván (dokumentumfilm.)

## Díjazott alkotásai
- Bel canto két szólamra (1982),
- Hó alatt álom (1992),
- Fal (1992),
- Sztálin szíve,
- Isteni színjáték (1993),
- Tóparti látomás (1995),
- Meditaþie lacustrã (1995).

## Díjak, elismerések
- Az ACIN díja a legjobb rövidfilmért (1982)
- A Chateau Renault-i Nemzetközi TV- és Videofesztivál díja (1990, 1993)
- A Román Televízióművészek Egyesületének díja (1991, 1995, 1997, 1998)
- A győri Mediawawe Művészeti Fesztivál díja (1992, 1993)
- Al. Bocǎneț tévés díj (1993)
- Janovics Jenő-díj (1993)[3]
- A siófoki Határon Túli Alkotóműhelyek Filmszemléjének díja (1995)
- A Kisközösségi Televíziók II. Filmszemléjének fődíja (1995)
- A MÚRE televíziós szakmai díja (1995)
- A Magyar Filmesek Világtalálkozójának Arany pillangó díja (1996).
- Magyar Ház díj, MTV (2000)
- A II. Ökumenikus Filmszemle különdíja (2000)
- A II. Nemzetközi Televíziós Fesztivál (Ungvár) operatőri díja a Formaságok című alkotásért (2000)
- A Camera Hungária Televíziós Műsorok Fesztiváljának kategóriadíja a Ruhapista, a kolozsvári világpolgár című alkotásért (2003)
- A Magyar Köztársasági Érdemrend lovagkeresztje (2003)
- A 36. Magyar Filmszemle dokumentumfilm kategóriájának operatőri díja a Népesség Istentől, népesség embertől című alkotásért
- A „Film.Dok" dokumentumfilm-fesztivál a legjobb operatőri munkáért odaítélt díja (2005)
- A Román Akadémia legmagasabb kitüntetése, „Meritul academic”  a filmművészet területén végzett munkájáért, egész alkotói életműve  elismeréseként (2021)[4][5]

## Tagságok
- 1990–: Erdélyi Múzeum Egyesület, alapító tag

- 1992–: Romániai Televízió-művészek Egyesülete, alapító (APTR)
- 1992–: Romániai Filmművészek Szövetsége (UCIN)
- 1992–: Duna Televízióért Alapítvány, alapító
- 1994: alapító tagja, majd alelnöke a Bukaresti Média MGR-nek.
- 1999: a négyéves kolozsvári újságíróképzés profiljának a bővítése érdekében megszervezi a didaktikai stúdió beindítását a volt Piarista rendház épületében (Egyetem – Universității u.7–9).
- 2002–: International Documentary Association, tag (IDA) The Explorer Society tagja[6]
- 2005–2011: Magyar Művészeti Akadémia társadalmi szervezet tagja
- 2011–: Magyar Művészeti Akadémia, rendes tag